# Iwańkowo (rejon mieżdurieczeński)
Iwańkowo (ros. Иваньково) – wieś w Rosji, w rejonie mieżdurieczeńskim obwodu wołogodzkiego. W 2002 r. liczyła 5 mieszkańców, a w 2010 r. była niezamieszkana.